# Kabatekiella dalihodi
Kabatekiella dalihodi là một loài bọ cánh cứng trong họ Cerambycidae.